# Barbara Clear
Barbara Clear (* 24. April 1964 in Bad Homburg vor der Höhe, eigentlich Barbara Klier) ist eine deutsche Folk-Rock-Sängerin, Liedschreiberin und Malerin.

## Leben
Klier absolvierte 1983 in Oberursel (Taunus) das Abitur.
Ab Ende der 1980er Jahre stand Barbara Clear auf der Bühne. Als Solokünstlerin oder mit der Gruppe Zitronentaler gab sie regional Auftritte in Kneipen oder auf Festivals. 
Seit 2000 ist Barbara Clear als Solokünstlerin unterwegs. Nach zwei gescheiterten Versuchen, für ihre Musik einen Plattenvertrag zu erhalten, tourte sie als unabhängige Künstlerin durch Deutschland und Österreich. Nach kleineren Auftritten vor bis zu 500 Gästen begann sie im Sommer 2001 zusammen mit ihrem Partner Ralph Dittmar mit den Vorbereitungen und dem Kartenvorverkauf für ihren ersten größeren Auftritt in der Olympiahalle in München. Das Event sollte der Abschluss ihrer 2003 beginnenden Tour Ticket to Munich sein. Dafür
mietete sie die Lokalität auf eigene Kosten (ca. 60.000 Euro) an und sorgte selbst für die Bekanntmachung des Konzerts. Der Eintritt war mit 10 Euro vergleichsweise günstig. Ihr erstes Konzert wurde von fast 8.000 Menschen besucht.
Im Rahmen der Tour Zwergenaufstand trat sie auch im Berliner Velodrom, in der Stadthalle Bremen und in der Festhalle Frankfurt auf. Im Juli 2008 startete ihre Kulleraugen-Tour, für die sie keinen Eintritt verlangte.
Clear lebt in Tiefenbach und organisiert ohne Plattenvertrag  oder Produzenten in Eigenverantwortung Konzerte und den Vertrieb ihrer Musik.
Trotz der geringen künstlerischen Popularität schaffte es Barbara Clear, durch ihren Widerstand gegen die GEMA sowie die bedingungslos praktizierte Unabhängigkeit von Plattenfirmen in den Medien auf sich aufmerksam zu machen.

## Musik
Barbara Clear komponiert größtenteils selber, trägt aber auch eigene Interpretationen von Stücken von Deep Purple und Janis Joplin vor.

## Malerei
Seit einigen Jahren hat sich Barbara Clear auch der Malerei verschrieben. Ihre Werke stellte sie in ihrer eigenen Kunst- und Eventgalerie "Taureha" in Tiefenbach aus, die aufgrund der späteren Privatinsolvenz 2024 geschlossen werden musste, und zeigt sie bei ihren Bühnenshows "Klang des Lebens". Erfolgreich unterwegs ist sie mit Live-Paintings auf Messen und Events.

## Auseinandersetzung mit der GEMA
Clear ist eine Kritikerin der GEMA. So beklagt sie z. B., dass sie für die Anmietung der gleichen Konzerthalle im Jahr 2004 2.007 Euro, 2005 459 Euro und 2006 1.233 Euro zahlen musste.
Am 2. April 2009 hat vor dem Landgericht München I ein Prozess stattgefunden, in dem Clear als Klägerin eine gerichtlich gestützte Offenlegung der Geschäftspraktiken der GEMA forderte. Nach eigenen Angaben führte Clear zwischen 2004 und 2007 insgesamt 80.000 Euro Gebühren ab und erhielt rund 10.000 Euro Ausschüttungen, nach ihrer Berechnung erwartete sie eine Erstattung von rund 33.000 Euro. In dem vom Landgericht München I am 10. Juni 2010 gefällten Urteil bekam die GEMA in allen Punkten recht, die verhandelten Summen wurden aufgrund von unvollständigen Angaben von Clear auf rund 23.000 Euro Gebühren an die GEMA und eine geforderte Ausschüttung von rund 10.000 Euro beschränkt. In der Urteilsbegründung hieß es, dass sich ein etwaiger Zahlungsanspruch nicht aus dem zwischen den Parteien geschlossenen Berechtigungsvertrag ergibt. Am 21. Januar 2010 hat das Oberlandesgericht München die Berufung Barbara Clears gegen das Urteil des Landgerichts München in vollem Umfang zurückgewiesen.

## „Kampfelfenland-Aktien“ und Insolvenz
Etwa ab 2010 bot Barbara Clear über ihren Newsletter immer wieder als „Businessbeteiligung“ sogenannte „Kampfelfenland-Aktien“ – Privatdarlehen in Höhe von mindestens 500 (zuletzt 2.000 Euro) bis maximal 20.000 Euro – an, die mit 10 % pro Jahr verzinst werden sollten. Kurz nachdem Ende 2023 noch für die „Aktien“ geworben wurde, stellte Clear im Februar 2024 Antrag auf Insolvenz. Betroffen war eine dreistellige Zahl von Anlegern.
Das Insolvenzverfahren wurde im Juni 2024 eröffnet. Zur Höhe von Clears Schulden berichtet die Passauer Neue Presse am 2. März 2024 von „Verbindlichkeiten in Millionenhöhe“.

## Auszeichnungen und Wettbewerbe (Auswahl)
- Siegerin des Country Contest Europe, Female Vocalist Europe 1998
- Female Album of the Year 2000 für ihre 2. 'Unplugged'-CD "Pur & zeitlos Vol.2

## Alben (Auswahl)
- Pur & Zeitlos Vol.1 (1998)
- Pur & Zeitlos Vol.2 (2000)
- Clear Live! (2002)
- Ticket To Munich (2003)
- Ticket To Munich (DVD/2004)
- look out! (2004)
- Live in der Olympiahalle München(2004)
- Live in der Olympiahalle München(DVD 2004)
- Precious (2005)
- 10th (2006)
- Part of it all (2006)
- Steh auf! (2008)
- 1997–2007 (2008)